# IJsseloog
IJsseloog è una piccola isola artificiale del Ketelmeer, nei Paesi Bassi di forma circolare di circa un chilometro di diametro, costruita per ospitare i fanghi tossici dragati dal letto del Ketelmeer stesso. Questi fanghi, contenenti anche mercurio e zinco, trasportati dal fiume IJssel, si sono depositati tra il 1950 e il 1990.
La costruzione dell'isola è stata parte di un più ampio progetto di bonifica del Ketelmeer. Il suo bacino interno è capace di ospitare più di 20 milioni di metri cubi di fanghi.
Il bacino interno di IJsseloog è costituito da un pozzo a forma di anello di 45 metri di profondità e diametro di un chilometro. La fossa è stata scavata nel mezzo del Ketelmeer e durante la sua costruzione sono emersi alcuni enormi massi erratici di origine glaciale e due ossa di mammut di 25.000 anni.
Il livello dell'acqua nel bacino interno viene mantenuto a 4 metri sotto il livello del mare, più basso del livello del fondo del Ketelmeer, impedendo così fuoriuscite di agenti inquinanti.
L'isola ha un porto per l'attracco delle navi che vi trasportano i fanghi.